# Kanton Bonifacio
Bonifacio is een voormalig kanton van het Franse departement Corse-du-Sud. Het kanton maakte deel uit van het arrondissement Sartène. Het werd opgeheven bij decreet van 24 februari 2014 met uitwerking op 22 maart 2015.
Het kanton omvatte uitsluitend een deel van de gemeente Bonifacio.